# Umetarō Suzuki
Umetarō Suzuki (鈴木 梅太郎, Suzuki Umetarō) (7 avril 1874 – 20 septembre 1943) est un biochimiste japonais. Il est listé comme l'un des « Dix grands inventeurs japonais » en 1985 par l'office des brevets du Japon.
En 1910, afin de guérir ses patients atteints par le béribéri, Suzuki réussit l’extraction d'un complexe de micro-nutriments solubles dans l'eau de son de riz et le nomme « acide abérique ». Il publie le résultat de ses recherches dans le Tokyo Kagaku Kaishi, journal scientifique japonais.
Lorsque l'article a été traduit en allemand, il n'a pas été spécifié qu'il s'agissait de la découverte d'un nouveau nutriment, assertion qui était présente dans l'original japonais, ce qui a empêché la publicité de l'article. Le biochimiste polonais Kazimierz Funk a isolé le même complexe en 1912 et l'a appelé « vitamine », contraction de « vital » et « amine ».